# Tablić
Tablić ili tabla je popularna kartaška igra na području Hrvatske, Bosne i Hercegovine, Crne Gore i Srbije. Lako se uči, iako su pravila igranja nešto teža za naučiti od npr. briškule.
Špil (eng. deck) broji 52 karte. Karte su pravilno raspoređene u boje - crvenu i crnu, od kojih 4 vrste: pik (♠), herc (♥), karo (♦) i tref (♣). 
Svaka se vrsta sastoji od 13 karata; od 1 do 10, dečko, dama i kralj. Sve desetke, osim desetke karo koja nosi dva, nose po jedan bod. As nosi jedan bod, a u isto vrijeme predstavlja broj 1 i 11. Dečko predstavlja 12, dama 13, a kralj broj 14, te svaki od njih nosi jedan bod. Iznimno, dvojka tref nosi jedan bod.

## Pravila igranja
Na samom početku igre onaj koji je izmiješao špil dijeli karte. Svatko treba imati 6 karata, djelitelj prvo ostalima podijeli 3, a zatim i sebi. Postupak se ponavlja. Za to vrijeme netko od igrača siječe špil i uzima 4 karte koje licima okrenutim prema gore stavlja na stol. Obično djelitelj javno pokaže zadnju kartu u špilu koju će dobiti on u posljednjem dijeljenju karata.
Cilj igre je prikupiti što više bodova i tabli. Tabla se piše ako igrač svojom kartom pokupi ostale karte na stolu te iznosi 1 bod. Ukupno je 22 boda u kartama, a najčešće i 25 boda jer se za onog igrača koji ima najviše karata pišu 3 boda.
Ako se igra u dvoje, igrač koji nije dijelio karte igra prvi. On može baciti bilo koju od svojih karata, a cilj mu je svojom kartom npr. desetkom pokupiti sve karte na stolu koje zbrajanjem daju 10 i pravilo je da ako su na stolu npr. dvije petice i dvije desetke, on uzima obje petice (5+5=10), ali i preostale desetke (10+0=10) te se u tom slučaju njemu piše tabla.
Kad se igra u dvoje, najčešće je potrebno 6 do 7 rundi igre da bi se proglasio pobjednik.
Utjecaj sreće je velik, pa se on pokušava smanjiti namjernim postavljanjem špila u približnom uzorku punat-nepunat-punat. Kada se to napravi, špil se dodatno promiješa da bi se spriječila mogućnost varanja.